# Marian Glinka
Marian Witold Glinka (sinh ngày 1 tháng 6 năm 1943 tại Warsaw – mất ngày 23 tháng 6 năm 2008 tại Warsaw) là một diễn viên và vận động viên thể hình người Ba Lan. Ông có vai diễn trong nhiều bộ phim của Ba Lan.

## Phim
- Czarne Chmury 1973 -  człowiek margrabiego von Ansbach
- The Promised Land (1975) - Wilhelm Müller
- Zagrozenie (1976)
- Camouflage (1977) – Quản lý khu nghỉ mát
- Okrągły tydzień (1977) - Karols Kollege
- Spirala (1978) – Bác sĩ
- Hallo Szpicbródka, czyli ostatni występ króla kasiarzy (1978) – Diễn viên
- Zerwane cumy (1979) - Seaman
- Boldyn (1982) - 'Grom'
- Czwartki ubogich (1981) - Kazio
- Lata dwudzieste, lata trzydzieste (1984) – Cầu thủ đấm bốc Grzes
- Milosc z listy przebojów (1985)
- Podróże pana Kleksa (1986) - Barnaba
- Tato, nie bój sie dentysty! (1986) – Người cha
- Rykowisko (1987) – Vệ sĩ
- Misja specjalna (1987) – Nhân viên tình báo Hans
- Republika nadziei (1988) - Bonawentura Spychalski
- Pan Kleks w kosmosie (1988)
- Czarodziej z Harlemu (1990) - Kazik
- V.I.P. (1991) - Bunio
- Schindler's List (1993) – Sĩ quan DEF SS
- Dzieje mistrza Twardowskiego (1996) – Quỷ Barkalas
- Billboard (1998)
- Kilerów 2-óch (1999) – Vệ sĩ của Tổng thống
- Quo Vadis (2001) - Casius
- The Hexer (2001) - Boholt
- Haker (2002) – Cha của Laura
- Jak to się robi z dziewczynami (2002) – Cha của Ada
- Superprodukcja (2003) - Dziaslo
- Rys (2007) - Klemens